# Eli Yishaï
Pour les articles homonymes, voir Yishai.
Eliyahu (Eli) Yishaï (hébreu : אליהו (אלי) ישי), né le 26 décembre 1962 à Jérusalem, est un homme politique israélien, chef du parti religieux sépharade Shas de 1999 à 2013. Il est vice-Premier ministre et ministre de l’Intérieur du 1er avril 2009 à mars 2013.

## Biographie
Eli Yishai est marié et père de six enfants. Il habite à Jérusalem, dans le quartier de Har Nof. Il est membre du conseil municipal de la ville de 1987 à 1988. 
Élu à la Knesset en 1996, il siège au Parlement jusqu'en 2015.
Il est ministre du Travail et des Affaires sociales dans le gouvernement de Netanyahou, et y restera jusqu'en 2000 sous Ehoud Barak. 
En 1999, Yishaï est choisi comme chef du parti par le Rabbin Ovadia Yossef (ancien grand-rabbin d'Israël et dirigeant spirituel de Shas) après que l'ancien chef Aryé Dery a été accusé de corruption. Il devient vice-Premier ministre et ministre de l'Intérieur dans le gouvernement d'union nationale d'Ariel Sharon en 2001. Aux élections de 2003, Shas n'obtient que 11 sièges de députés et finit dans l'opposition jusqu'en 2005.
Il se déclare opposé à l'immigration en Israël de chrétiens. Il s'est opposé en 2002 à la décision de la Cour suprême d'autoriser l’enregistrement de personnes converties au judaïsme réformé comme juives.
En 2006, Shas obtient 12 sièges, retrouve sa place en tant que troisième parti politique et obtient même plus de voix que le Likoud. Ce succès de Shas aux élections confirme Yishaï en tant que leader du parti et contribue à éclipser Aryé Dery. Lors des pourparlers pour la coalition gouvernementale, Yishaï obtient d'Olmert l'exemption de signer la clause soutenant le retrait de Judée-Samarie.
En janvier 2008, il signe un accord qui entérine l'établissement d'un régime obligatoire de cotisation des retraites complémentaires pour tous les salariés israéliens. La loi met fin au système dans lequel l'employeur et le salarié cotisaient selon leur bon vouloir et où les salariés bénéficiaient donc d'une pension minimale, versée par la sécurité sociale. Désormais l'employeur est obligé d'assurer à son salarié un fonds de retraite complémentaire. Ainsi, arrivé à l'âge de la retraite, ce dernier touchera un revenu équivalent au montant de son salaire. Cette loi, entrée en vigueur le 1er janvier 2008, vient combler un retard de soixante ans en matière de protection sociale et concerne plus d'un million de personnes[réf. nécessaire]. 
En 2010, il annonce qu'il veut accélérer la colonisation de Jérusalem-Est,. 
En décembre 2014, Yishaï quitte Shas pour former le nouveau parti Yachad.